# Hans-Peter Edh
Hans-Peter Edh, född 28 juni 1951 i Växjö, är en svensk skådespelare. 

## Biografi
Edh började sin bana som barn med att bland annat turnera i folkparkerna med Ulla Sallert, Pekka Langer, Sonja Stjernquist med flera. Utexaminerad från musikdramatiska linjen vid Scenskolan i Göteborg 1974 blev han engagerad vid Uppsala Stadsteater, Riksteatern och Maximteatern i Stockholm. Han är sedan 1980 engagerad vid Malmö stadsteater där han gjort många uppmärksammade rolltolkningar, företrädesvis i operetter och musikaler som bl.a. Kiss Me, Kate, Glada Änkan, Dollarprinsessan och Sweeney Todd.
Han har även spelat i ett stort antal dramatiska pjäser och fick Kvällspostens Thaliapris år 2000 för rollen som Mephistopheles i Faust.
Hans-Peter Edh spelade operett hos Nils Poppe på Fredriksdalsteatern i Helsingborg under drygt tio säsonger bland annat Vita Hästen, Min syster och jag, Två man om en änka, Blomman från Hawaii och Fars lille påg. 1991 spelade han den komiska friaren i farsen Spanska flugan på Lisebergsteatern i Göteborg och 2008 återvände han till Fredriksdal med Eva Rydberg i Rabalder i Ramlösa. Edh har under flera säsonger medverkat i de populära nyårsrevyerna i Arlöv i Skåne. Även i Tommarpsrevyn på Österlen har han medverkat vid fyra tillfällen mellan 1998 och 2005. Sommartid har han också spelat fars med Monica Forsberg och Hasse Andersson i Värmland och med Stefan & Krister i Falkenberg, samt gett konserter med Lill-Babs, Östen Warnerbring, Stefan Ljungkvist med flera.
Han har även medverkat i flera radio- och TV-produktioner bland annat Vilhelm Mobergs pjäs Änkeman Jarl (1994), musikunderhållningsserien Kväll på Östarp, Från Boston till pop, samt i Henning Mankell-filmatiseringen Den femte kvinnan (2002) och den dansk-svenska långfilmen Det som ingen vet (2008).

## Film och TV-serier
- 2002 – Den 5:e kvinnan
- 2003 – De 101 dalmatinerna II - Tuffs äventyr i London (svensk dubbning, röst till Åskar)
- 2003 – Bumbibjörnarna (TV-serie) (svensk dubbning, röst till Marquis de Bouillabaisse)
- 2010 – Wallander - Arvet

## Teater

### Roller (ej komplett)
| År   | Roll                                                                              | Produktion                                                                                                  | Regi                  | Teater                                        |
| ---- | --------------------------------------------------------------------------------- | --- | --------------------- | --------------------------------------------- |
| 1979 | Roger Fleuriot, musiklärare                                                       | Min syster och jag (Meine Schwester und ich) Ralph Benatzky och Robert Blum                                 | Egon Larsson          | Fredriksdalsteatern                           |
| 1980 |                                                                                   | Som ni behagar (As you Like it) William Shakespeare                                                         | Torsten Sjöholm       | Malmö stadsteater                             |
| 1981 |                                                                                   | Blodsbröllop (Bodas de Sangre) Federico García Lorca                                                        | Eva Sköld             | Malmö stadsteater                             |
| 1981 |                                                                                   | Maratondansen (They shoot horses, don't they?) Horace McCoy                                                 | Lucian Giurchescu     | Malmö stadsteater                             |
| 1981 | Stefan Lindelöf                                                                   | Sten Stensson Stéen går igen Carro Bergkvist och Arne Wahlberg                                              | Egon Larsson          | Fredriksdalsteatern                           |
| 1982 | Prins Lilo-Taro                                                                   | Blomman från Hawaii (Die Blume von Hawaii) Paul Abraham, Alfred Grünwald, Fritz Löhner-Beda och Imre Földes | Gösta Folke           | Fredriksdalsteatern                           |
| 1988 |                                                                                   | Bröderna Lejonhjärta Astrid Lindgren                                                                        | Eva Sköld             | Malmö stadsteater                             |
| 1988 | Vincent Sahlin                                                                    | AB Dun och Bolster! (Der Keusche Lebemann) Franz Arnold och Ernst Bach                                      | Hans Bergström        | Fredriksdalsteatern                           |
| 1990 |                                                                                   | Ett inferno - en monolog för fyra röster August Strindberg                                                  | Kerstin Birde         | Malmö stadsteater                             |
| 1990 | Benn von Rangel                                                                   | Två man om en änka (Der Regimentspapa) Rickard Kessler och Heinrich Stobitzer                               | Claes Sylwander       | Fredriksdalsteatern                           |
| 1990 |                                                                                   | Ett dårhus i Goa (A Madhouse in Goa) Martin Sherman                                                         | Göran Stangertz       | Malmö stadsteater                             |
| 1990 |                                                                                   | Don Juan eller Stengästen (Dom Juan ou Le Festin de pierre) Molière                                         | Eva Sköld             | Malmö stadsteater                             |
| 1991 | Prins Lilo-Taro                                                                   | Blomman från Hawaii (Die Blume von Hawaii) Paul Abraham, Alfred Grünwald, Fritz Löhner-Beda och Imre Földes | Claes Sylwander       | Fredriksdalsteatern                           |
| 1996 |                                                                                   | Timmen när vi inte visste något om varandra (Die Stunde da wir nichts voneinander wussten) Peter Handke     | Kim Brandstrup        | Malmö Dramatiska Teater                       |
| 2000 | Första arbetaren                                                                  | Animals in Paradise Howard Barker                                                                           | Olof Lindqvist        | Malmö Dramatiska Teater/ Det Kongelige Teater |
| 2000 |                                                                                   | Vår starke man - samhällets stöttepelare (Samfundets støtter) Henrik Ibsen                                  | Åsa Melldahl          | Malmö Dramatiska Teater                       |
| 2005 |                                                                                   | Tartuffe/Bedragaren (Tartuffe, ou l'Imposteur) Molière                                                      | Ragnar Lyth           | Malmö Dramatiska Teater                       |
| 2005 | Hartwig Wangel                                                                    | Kvinnan från havet (Fruen fra havet) Henrik Ibsen                                                           | Olof Lindqvist        | Malmö Dramatiska Teater                       |
| 2008 | Doktor Åke Björk                                                                  | Rabalder i Ramlösa Adde Malmberg och Johan Schildt                                                          | Roine Söderlundh      | Fredriksdalsteatern                           |
| 2010 | Karsten Kumlin Mårten, pessimistisk friare                                        | En mor till salu Lars Classon och Per Andersson                                                             | Ulf Dohlsten          | Vallarnas friluftsteater                      |
| 2011 |                                                                                   | Momo och kampen om tiden (Momo) Michael Ende                                                                | Frede Gulbrandsen(da) | Malmö stadsteater                             |
| 2012 | Doktor Einstein                                                                   | Arsenik och gamla spetsar (Arsenic and Old Lace) Joseph Kesselring                                          | Ronny Danielsson      | Fredriksdalsteatern                           |
| 2014 | Herr Schultz                                                                      | Cabaret John Kander, Fred Ebb och Joe Masteroff                                                             | Hugo Hansén           | Malmö stadsteater                             |
| 2014 |                                                                                   | Amadeus Peter Shaffer                                                                                       | Frede Gulbrandsen(da) | Malmö stadsteater                             |
| 2015 | Medverkande                                                                       | En ny revy Valle Westesson                                                                                  | Hans Marklund         | Malmö Stadsteater                             |
| 2015 | Herr Peachum                                                                      | Tolvskillingsoperan (Die Dreigroschenoper) Bertolt Brecht och Kurt Weill                                    | Alexander Öberg       | Malmö stadsteater                             |
| 2016 | Antonio                                                                           | Trettondagsafton (Twelfth Night, or What You Will) William Shakespeare                                      | Frede Gulbrandsen(da) | Malmö stadsteater                             |
| 2016 | Svensk                                                                            | Stockholms blodbad Lucas Svensson och Moqi Simon Trolin                                                     | Moqi Simon Trolin     | Malmö Stadsteater                             |
| 2016 | Berättaren                                                                        | Karl-Bertil Jonssons julafton Tage Danielsson                                                               | Sara Cronberg         | Malmö Stadsteater                             |
| 2018 |                                                                                   | Dylansällskapet Dennis Magnusson                                                                            | Anders Lundorph       | Malmö Stadsteater                             |
| 2018 | Louis Armstrong Bengt Dompan Gösta Terserus Gösta Wilhelmsson Vilhelm Moberg Ella | Monicas vals Klas Abrahamsson                                                                               | Heinrich Christensen  | Malmö Stadsteater                             |
| 2018 | Berättaren                                                                        | Karl-Bertil Jonssons julafton Tage Danielsson                                                               | Sara Cronberg         | Malmö Stadsteater                             |
| 2019 | Maurice                                                                           | Skönheten och odjuret (Beauty and the Beast) Alan Menken, Howard Ashman, Tim Rice och Linda Woolverton      | Linus Fellbom         | Malmö Opera                                   |
| 2021 | Klarinett Karlsson Tor Mann                                                       | Ortrud Mann Hanna Nygren                                                                                    | Sara Cronberg         | Malmö stadsteater                             |